# (32365) 2000 QV138
2000 QV138 (asteroide 32365) é um asteroide da cintura principal. Possui uma excentricidade de 0.12300340 e uma inclinação de 5.56614º.
Este asteroide foi descoberto no dia 31 de agosto de 2000 por LINEAR em Socorro.